# Włoszczowa (gmina)
Włoszczowa est une gmina mixte du powiat de Włoszczowa, Sainte-Croix, dans le centre-sud de la Pologne. Son siège est la ville de Włoszczowa, qui se situe environ 46 km à l'ouest de la capitale régionale Kielce.
La gmina couvre une superficie de 253,7 km2 pour une population de 20 426 habitants.

## Géographie
Outre la ville de Włoszczowa, la gmina inclut les villages de Bebelno-Kolonia, Bebelno-Wieś, Boczkowice, Czarnca, Dąbie, Danków Duży, Danków Mały, Gościencin, Jamskie, Jeżowice, Kąty, Konieczno, Kurzelów, Kuzki, Łachów, Ludwinów, Międzylesie, Motyczno, Nieznanowice, Ogarka, Podłazie, Przygradów, Rogienice, Rząbiec, Silpia Duża, Silpia Mała, Wola Wiśniowa et Wymysłów.
La gmina borde les gminy de Kluczewsko, Koniecpol, Krasocin, Małogoszcz, Oksa, Radków, Secemin et Żytno.